# DiDiフードジャパン
DiDiフードジャパン株式会社は、東京都中央区に本社を置き、日本でフードデリバリーサービスを提供していた滴滴出行（DiDi）のグループ会社である。

## 概要
中国企業の滴滴出行（DiDi）は、2018年にソフトバンクとの合弁でDiDiモビリティジャパンを設立し、タクシー配車アプリを展開してきたが、滴滴出行と同じくタクシー配車アプリ事業を日本で展開する米Uberが2016年に、個人事業主によるフードデリバリーサービスの「Uber Eats」を日本で開始し、人気を博したことから、滴滴出行も日本でフードデリバリーを行うことになった。
東京都内に本社を置いているが、DiDiモビリティジャパンのタクシー配車サービスと同じく、Uberが最初にサービスを展開した東京都などの首都圏からではなく、大阪府からサービスが展開されている。なお、2022年2月時点で、西日本を中心に10府県でサービスが展開されていたが、同年5月で日本撤退を余儀なくされた。
先行するUber Eatsと同じく、登録されたギグワーカーを使った個人事業主の配達員によるサービスであり、配達員が所有する自転車や原動機付自転車（排気量125cc以下）を使い、iOS・Android用アプリの「DiDi配達」を使って、配達を行っている。
また、「DiDi Food パートナーハブ」と呼ばれる配達員登録センターを主要都市に開設し、配達員はハブまたはオンラインでの研修を受講後、ハブで配達バッグを貸与され、配達員として活動することができる仕組みとなっている（かつてはUber Eatsにも同様の施設が存在したが、新型コロナウイルス感染症が拡大した2020年3月をもって廃止された）。

## サービス終了
フードデリバリー業界の競争が激化する中、本社がある東京都内にサービスを進出させることなく、2022年5月25日をもって日本市場から撤退することとなった。日本のギグワーカー型のフードデリバリー業界で撤退するのは2022年1月に撤退したfoodpandaについで2例目である。

## 沿革
- 2019年11月8日 - 会社設立。
- 2020年
  - 3月13日 - 大阪市中央区に初の「DiDi Food パートナーハブ」を開設[2]。
  - 4月7日 - 大阪市内の6区（北区・中央区・福島区・西区・浪速区・天王寺区）でサービスを開始[3]。
  - 9月16日 - 大阪市全24区と堺市、松原市、東大阪市でサービスを開始[4]。
  - 11月30日 - 大阪府門真市、守口市、豊中市、吹田市、八尾市、茨木市、摂津市、寝屋川市でサービスを開始[5]。
- 2021年
  - 1月20日 - 福岡県福岡市、春日市、大野城市、新宮町、那珂川市、太宰府市、粕屋町、志免町、古賀市でサービスを開始[6]。
  - 2月25日 - 兵庫県神戸市、姫路市、尼崎市、明石市、西宮市、芦屋市、伊丹市、宝塚市、川西市でサービスを開始[7]。
  - 3月24日 - 広島県広島市、福山市、東広島市、廿日市市、府中町でサービスを開始[8]。
  - 3月31日 - 福岡県北九州市、中間市、筑紫野市、福津市、糸島市、篠栗町、須恵町、宇美町でサービスを開始[8]。
  - 4月22日  - 京都府京都市、宇治市、亀岡市、城陽市、向日市、長岡京市、八幡市、京田辺市、大山崎町、久御山町、大阪府池田市、高槻市、枚方市、大東市、箕面市、四條畷市、交野市、兵庫県加古川市、高砂市、播磨町、三田市、福岡県久留米市、直方市、飯塚市でサービス開始[9]。
  - 6月23日  - 愛知県名古屋市でサービス開始[10]。
  - 7月28日 - 愛知県日進市、 尾張旭市、 長久手市、 瀬戸市、 北名古屋市、 岩倉市、 清須市、 豊明市でサービス開始。
  - 8月4日  - 沖縄県那覇市でサービス開始。今後、沖縄エリアのみ、全国初のタクシーでの配達も実施するとしている[11]。なお、当初は7月中旬開始予定で、宜野湾市、浦添市、豊見城市、南風原町もエリアとなっていたが、那覇市以外のエリアは9月15日に延期された（宜野湾市はさらに延期）[12]。
  - 9月8日 - 宮城県仙台市でサービス開始[13]。
  - 12月1日 - 奈良県奈良市でサービス開始[14]。
- 2022年
  - 1月19日 - 静岡県静岡市でサービス開始[15]。
  - 4月20日 - 日本でのサービス終了を発表。
  - 5月25日 - サービス終了。
- 2023年8月25日 - 解散（清算結了）。